# Sul (São Pedro do Sul)
Sul is een plaats (freguesia) in de Portugese gemeente São Pedro do Sul en telt 1409 inwoners (2001).